# Similipepsis
Similipepsis là một chi bướm đêm thuộc họ Sesiidae.

## Các loài
- Similipepsis takizawai  Arita & Špatenka, 1989
- Similipepsis yunnanensis  Špatenka & Arita, 1992
- Similipepsis aurea  Gaede, 1929
- Similipepsis ekisi  Wang, 1984
- Similipepsis eumenidiformis  Bartsch, 2008
- Similipepsis maromizaensis  Bartsch, 2008
- Similipepsis osuni  Bakowski & Kallies, 2008
- Similipepsis typica (Strand, [1913])
- Similipepsis violacea  Le Cerf, 1911
- Similipepsis bicingulata  Gorbunov & Arita, 1995
- Similipepsis helicella  Kallies & Arita, 2001
- Similipepsis lasiocera  Hampson, 1919
- Similipepsis taiwanensis (Arita & Gorbunov, 2001)